# Linum pubescens
Linum pubescens är en linväxtart. Linum pubescens ingår i släktet linsläktet, och familjen linväxter.

## Underarter
Arten delas in i följande underarter:
- L. p. anisocalyx
- L. p. pubescens
- L. p. sibthorpianum

## Bildgalleri

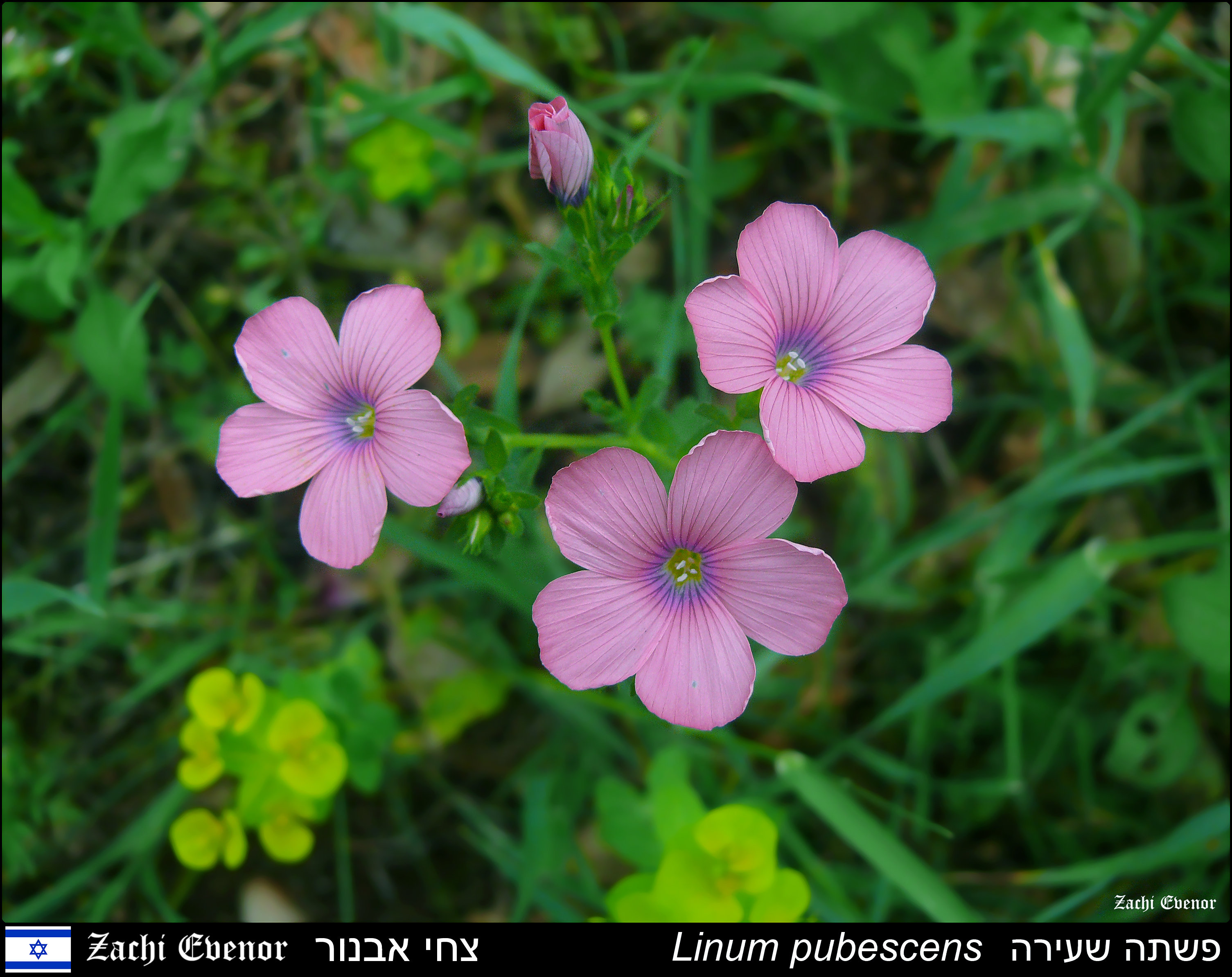
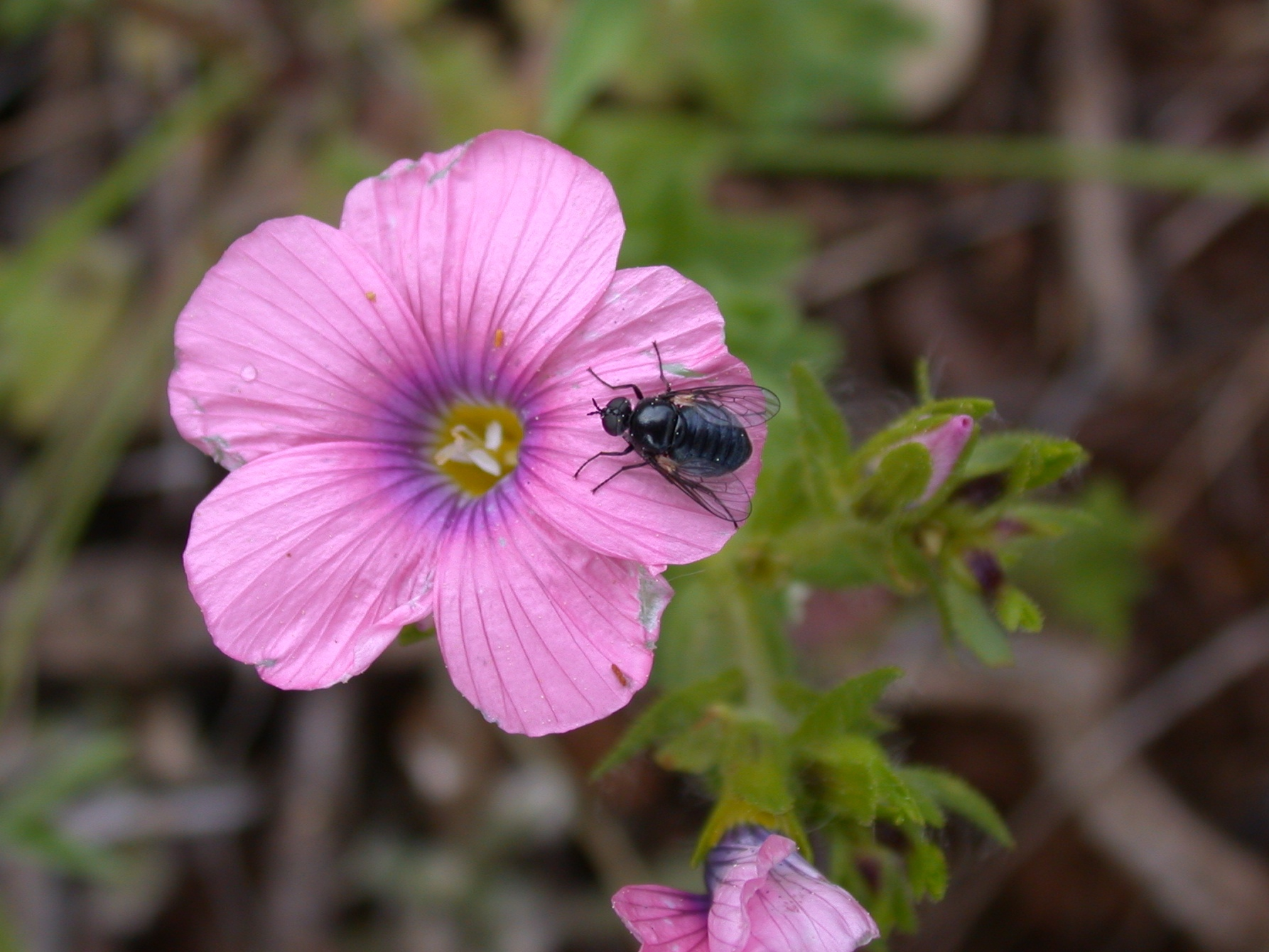
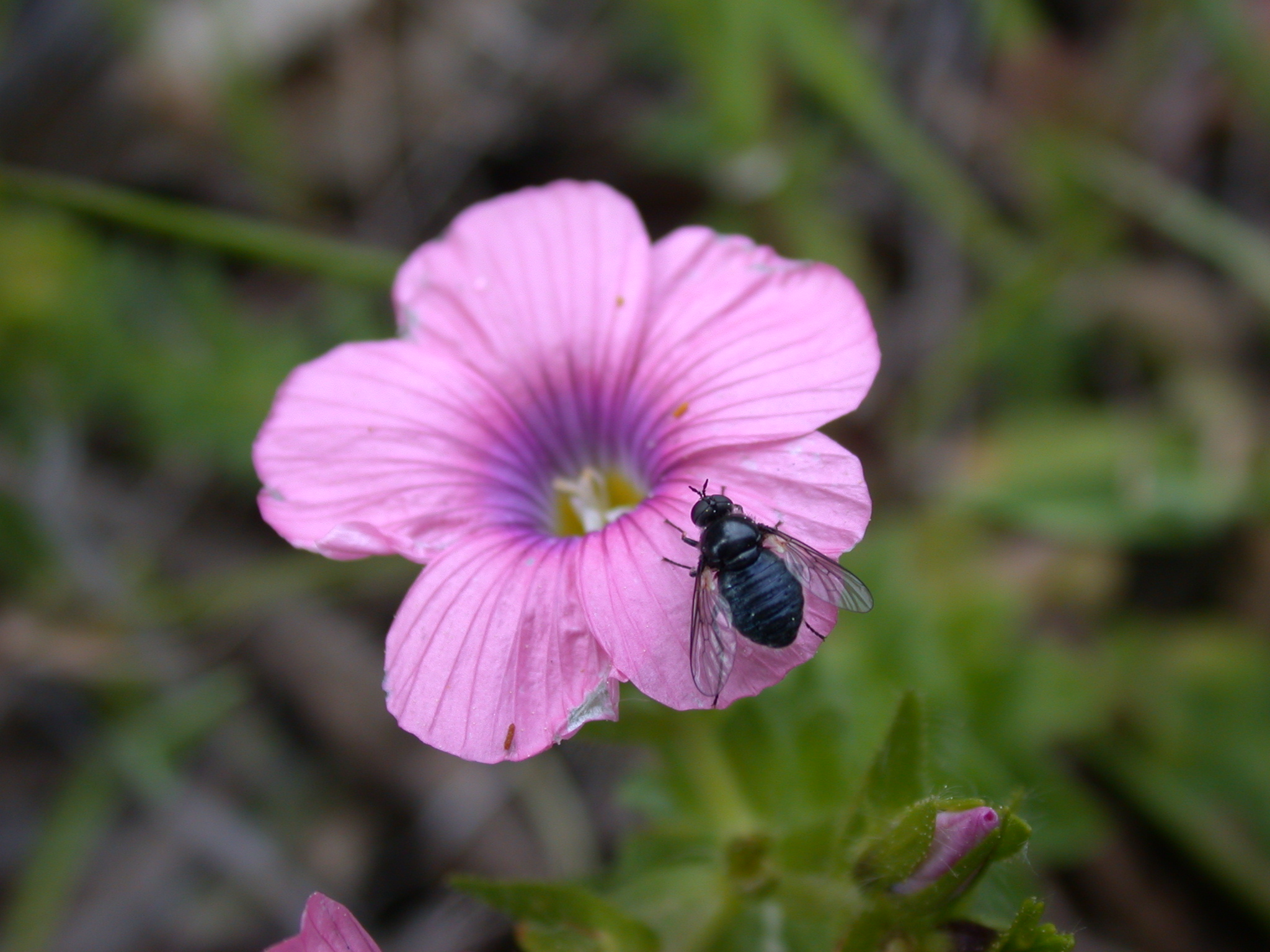
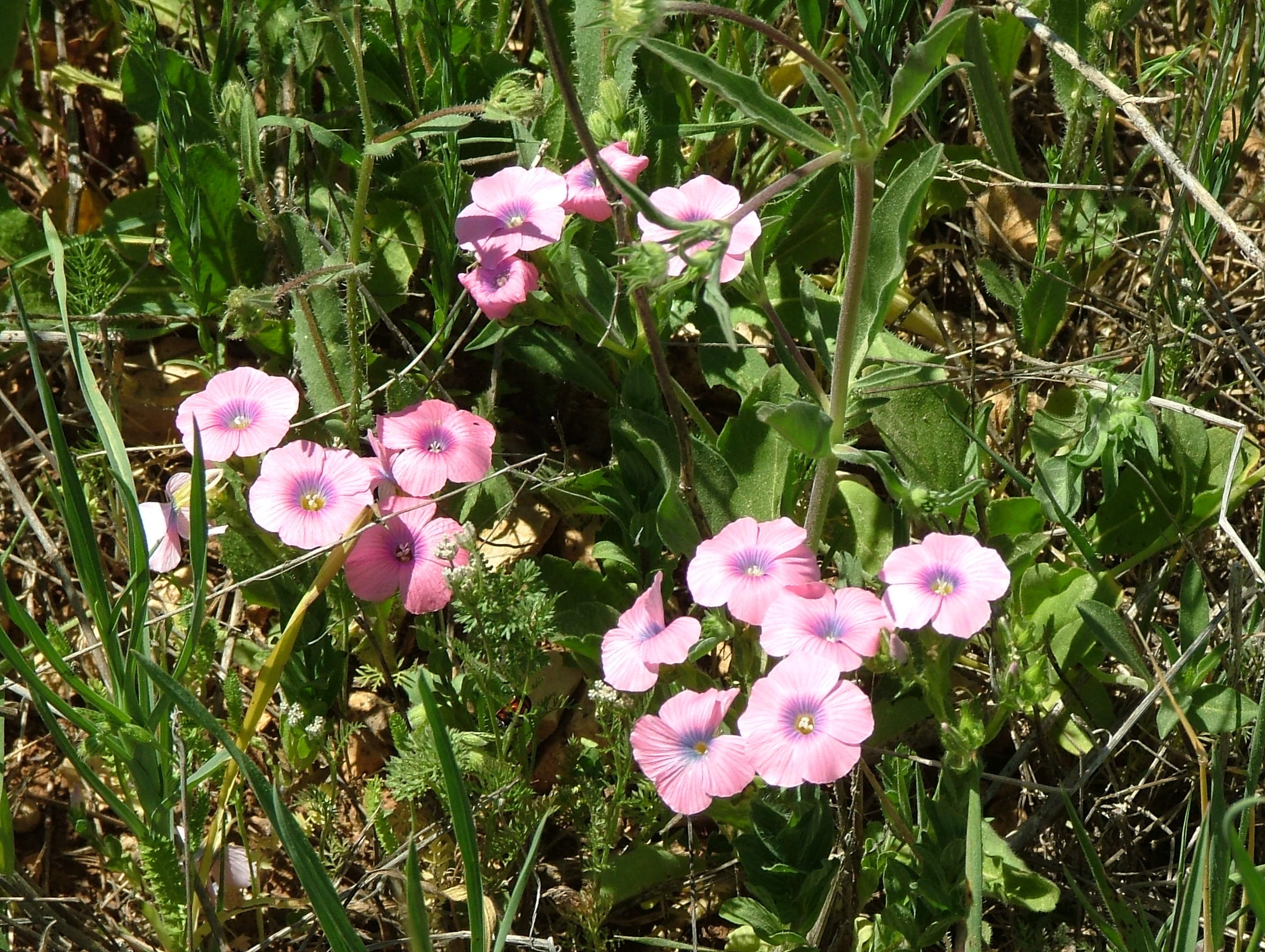
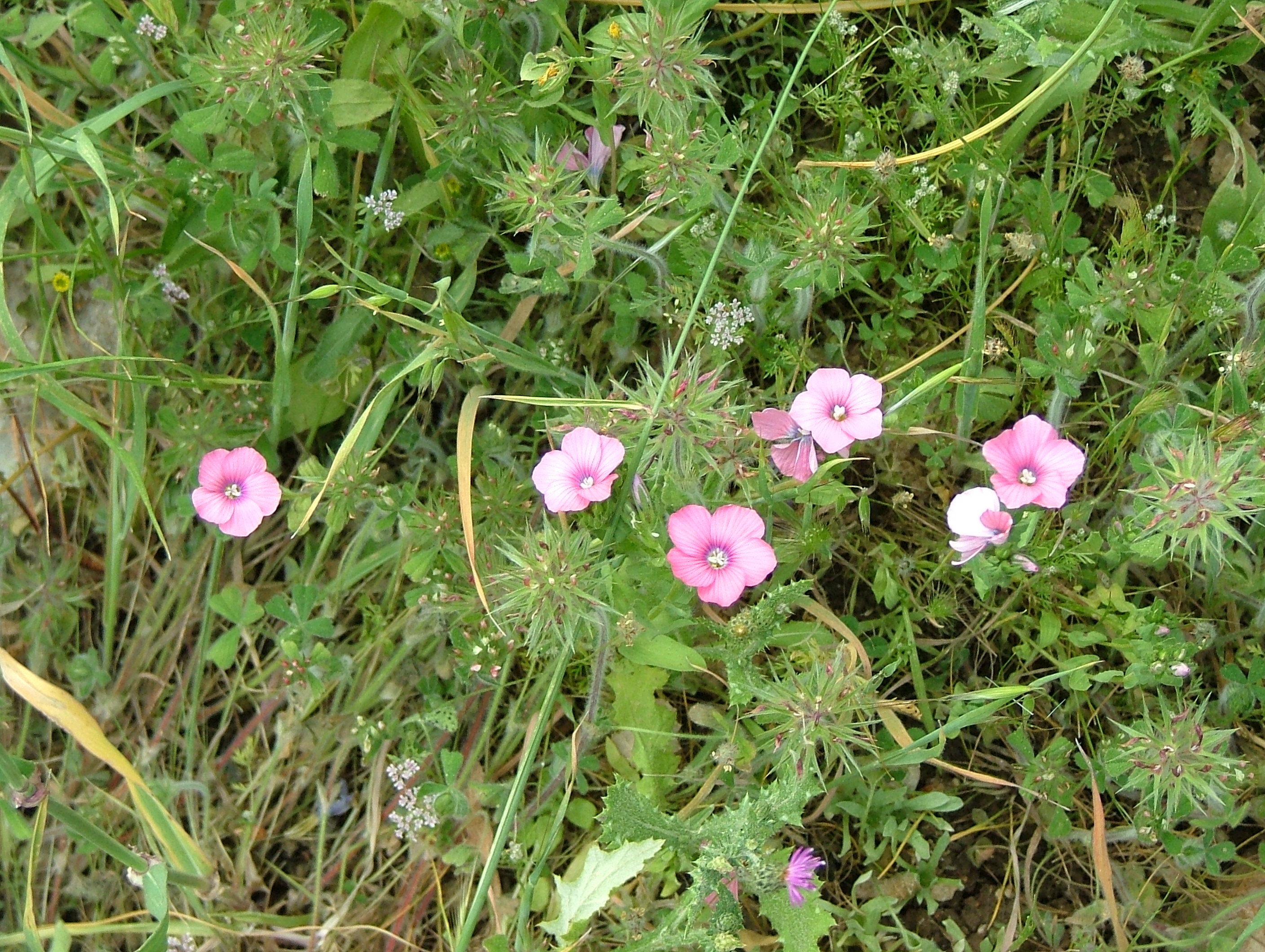
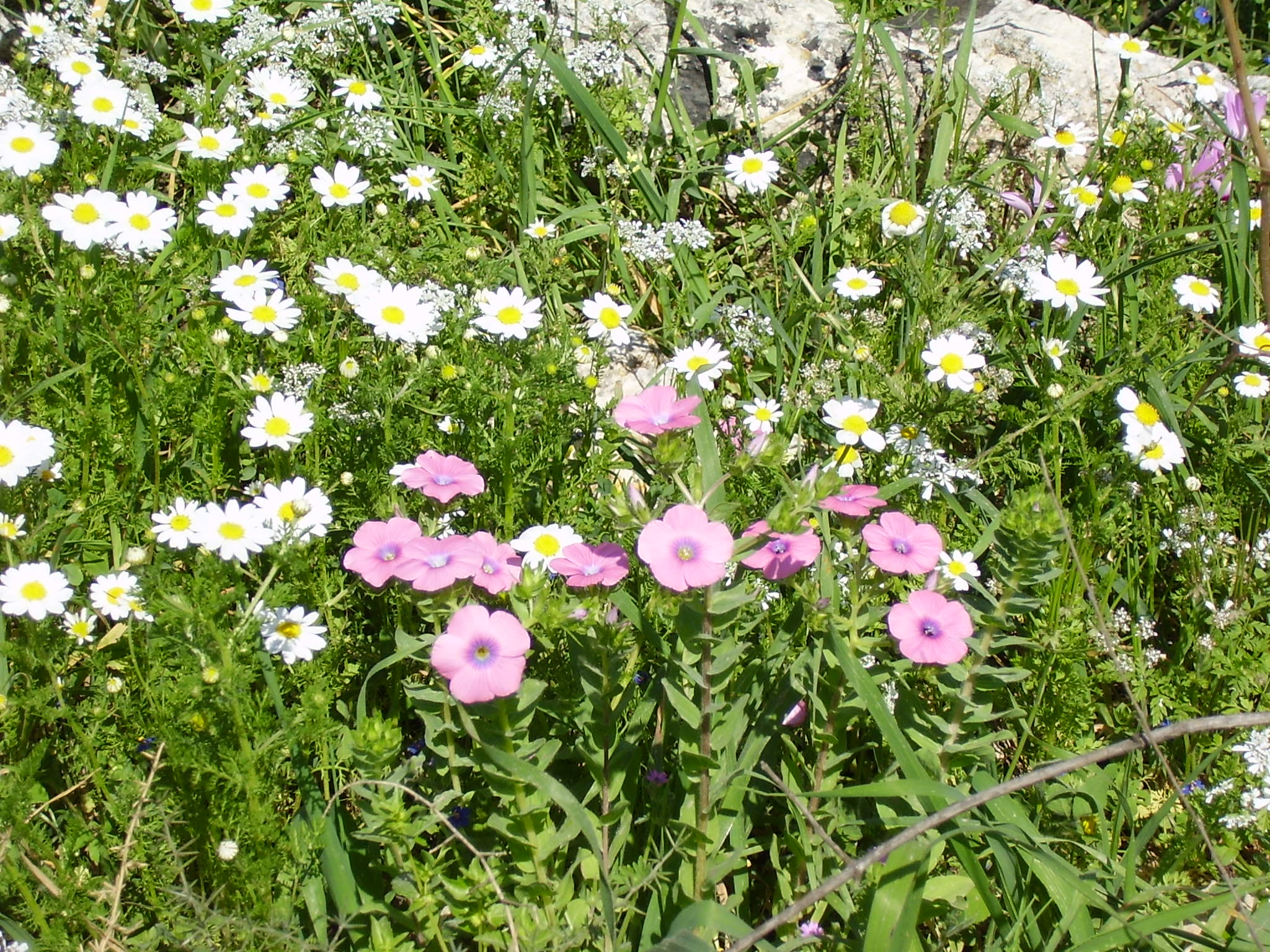